# Adelphenaldis cellabsentibus
Adelphenaldis cellabsentibus is een insect dat behoort tot de orde vliesvleugeligen (Hymenoptera) en de familie van de schildwespen (Braconidae). De wetenschappelijke naam van de soort werd voor het eerst geldig gepubliceerd door Fischer & Samiuddin in 2008.